# فرانك هاريس (لاعب كرة قدم أمريكية)
فرانك هاريس (بالإنجليزية: Frank Harris)‏ هو لاعب كرة قدم أمريكية أمريكي، ولد في 1 يوليو 1964 في وكيشا في الولايات المتحدة.